# クランウェル王立空軍士官学校
クランウェル王立空軍士官学校（英語: Royal Air Force College Cranwell, RAFC）は、イギリス空軍の士官学校。飛行士官候補生への初期教育も行っている。リンカンシャー州スリーフォード近郊のクランウェル空軍基地に所在する。
第一次世界大戦中に海軍の航空訓練所として設立された。1919年、空軍独立に伴い世界初の航空士官学校（空軍士官学校）として設立された。第二次世界大戦中は、カレッジは閉鎖され、その施設は飛行訓練学校として使用された。戦後、1966年に王立空軍テクニカル・カレッジ（Royal Air Force Technical College）を吸収して再開した。

## 歴史

### 初期

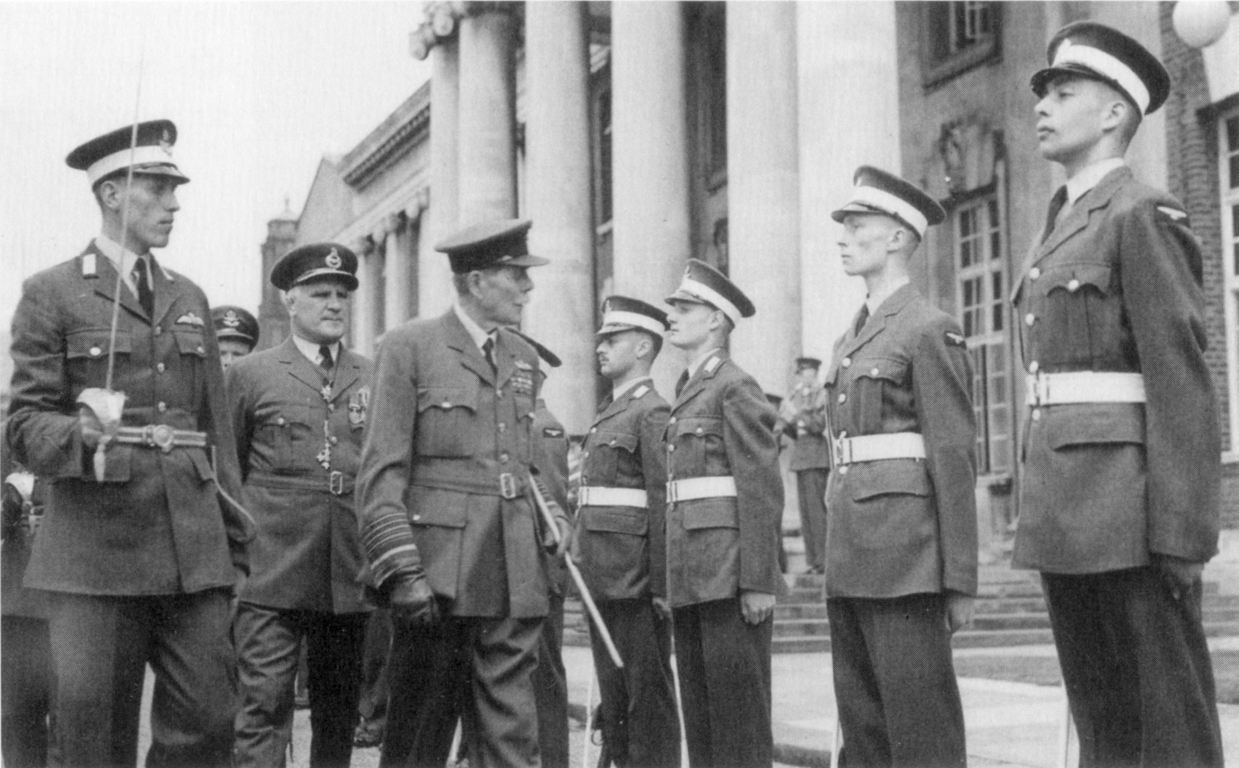
士官候補生を視察するヒュー・トレンチャード卿

1915年12月、イギリス海軍航空隊が英国飛行隊から分離した後、ゴッドフリー・ペイン提督は、英国海軍がもはや中央飛行学校を利用する必要がないように、海軍飛行訓練学校を始めるためにクランウェルに派遣された。王立海軍航空隊訓練施設クランウェルは、ペインの指揮の下、1916年4月1日にクランウェルに開校した。
1917年、ペインはジョン・ルース提督に引き継がれ、1918年、4月に英国空軍が創設されると、ハロルド・ブリッグス准将が後を継いだ。メドウェイ川に係留されていたHMSダイダロスの帳簿に海軍関係者が載っていたため、クランウェルがHMSダイダロスとして最初に設立されたという誤解を生んだ

1918年4月1日に英国空軍が結成され、英国空軍の施設としてクランウェルは戦争末期の数ヶ月間、第12航空団の本部となった。1918年11月の敵対行為停止後、空軍参謀総長のヒュー・トレンチャード卿は、陸海軍に再び航空作戦を支配させるのではなく、独立した軍種として英国空軍を維持することを決意した。そのため、基本的な飛行訓練と知的な教育を行い、将来の指導者に目的意識を持たせるための航空士官学校の設立が優先された。トレンチャード卿は、クランウェルを士官学校の建設地に選んだ。
「荒野に置き去りにされ、娯楽を断たれた士官候補生たちは、より安く、より健康で、より健全な生活を手に入れることができるのだ」（"Marooned in the wilderness, cut off from pastimes they could not organise for themselves, the cadets would find life cheaper, healthier and more wholesome."）

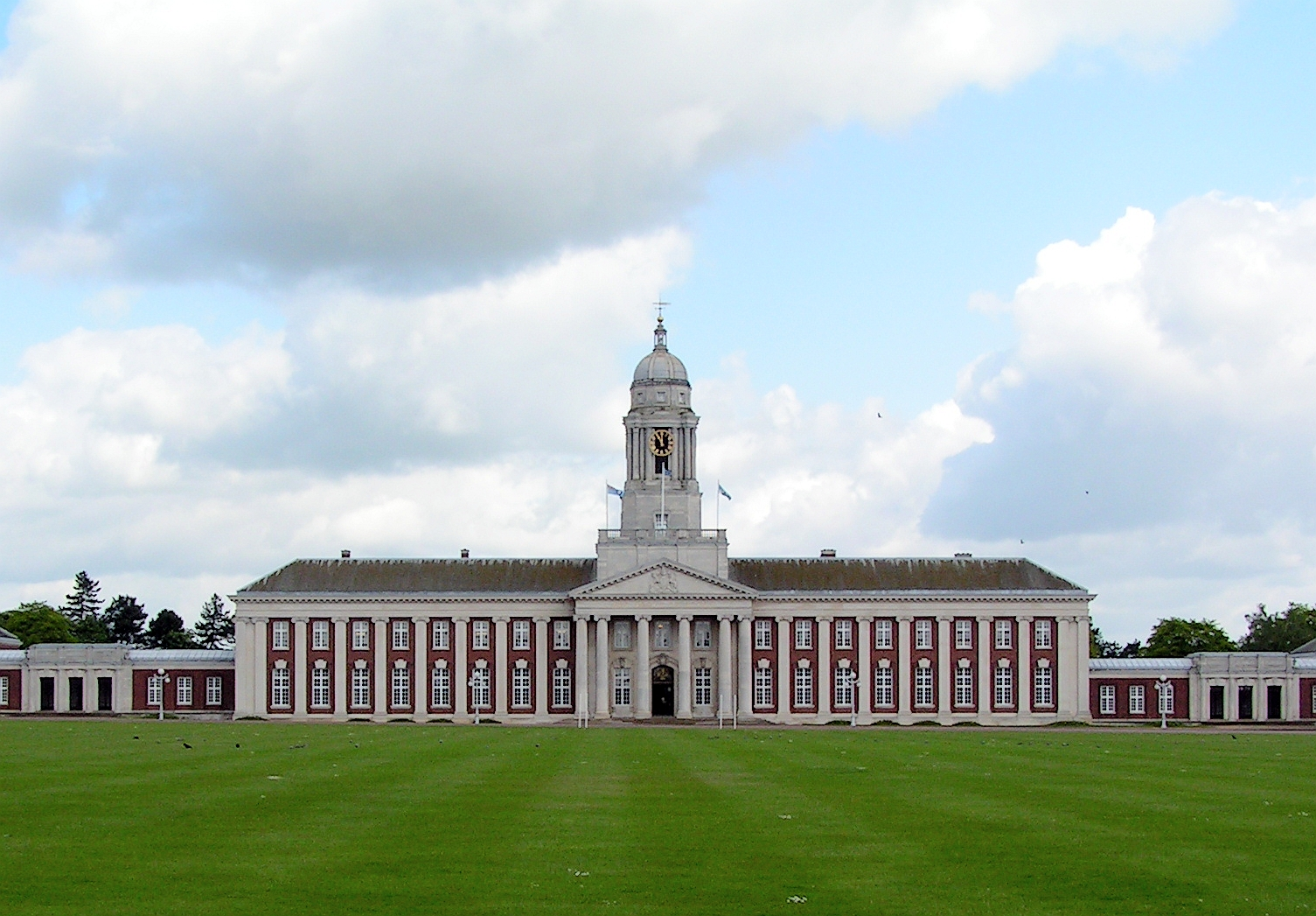
カレッジ・ホール

空軍士官学校は、初代司令官チャールズ・ロングクロフト空軍大将の指揮の下、1919年11月1日にRAF College（RFA Cadet College）として設立された。
1929年6月20日、飛行士官候補生C・J・ジャイルズ（C. J. Giles）が操縦する飛行機が士官学校に着陸する際に墜落し、炎上した。同僚の飛行士候補生ウィリアム・マッケニー（William McKechnie）は、燃え盛る残骸の中から自分で動くことができないジャイルズを救出した。マッケニーはこの行動によりEmpire Gallantry Medalを授与された。
英国空軍は、将校をパブリック・スクールから採用する傾向があり、1934年から1939年の間に空士に在学した将校候補生のほとんどはパブリック・スクール出身であり、グラマー・スクールや公立学校の出身者は僅か14%のみであった。

### カレッジ・ホールの建設

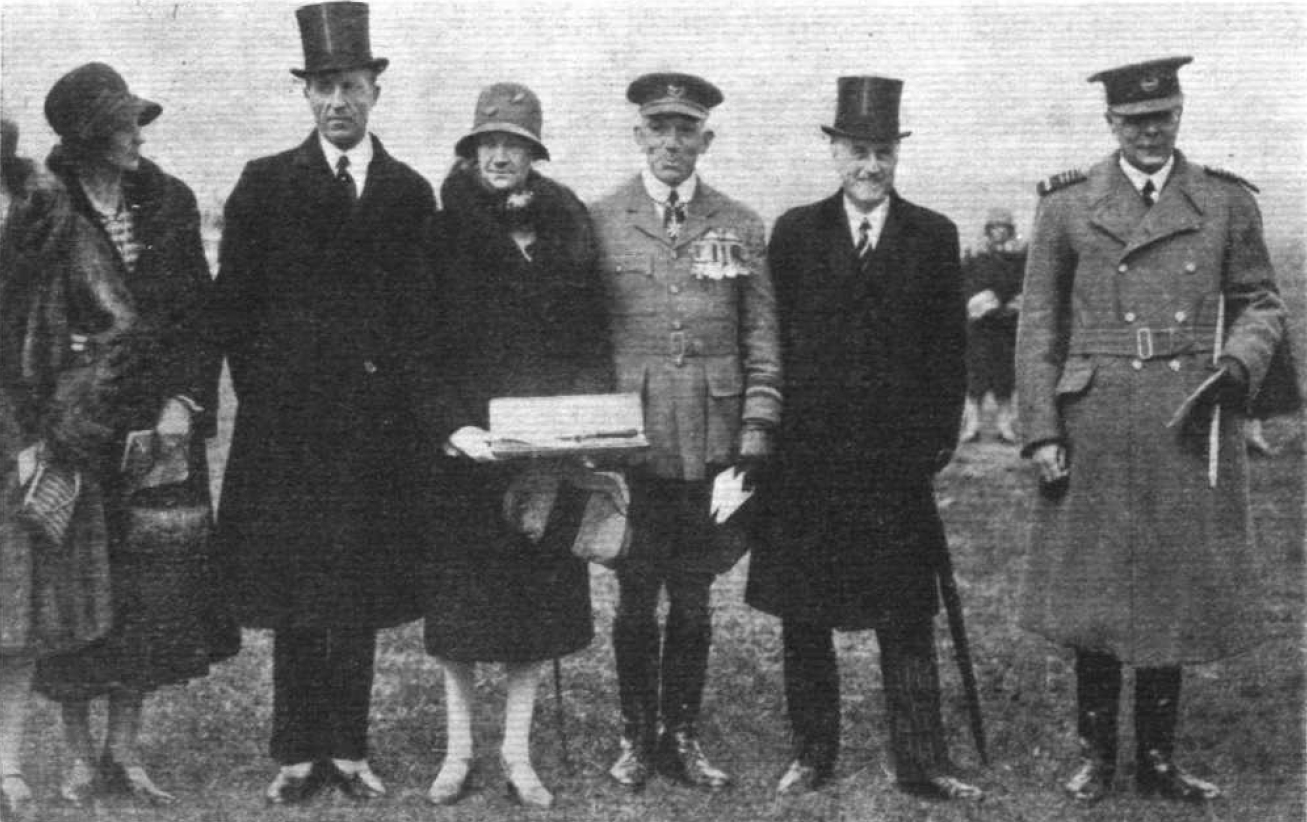
1929年にカレッジ・ホールの設立式に出席した高官たち。

新古典主義様式のカレッジ・ホールが建設される以前は、海軍の古い小屋で訓練が行われていたが、1920年代にサミュエル・ホア卿（Sir Samuel Hoare）がカレッジの建物を充実させるために奔走し、1929年に現在の建築設計図が作成され、ホアと建築家ジェームス・グレイ・ウェスト（James Grey West）の間で意見の相違があったものの建築計画にはクリストファー・レンのチェルシー王立病院の設計が取り入れられ、1929年にモード・ホア夫人（Maud Hoare）が礎石を据えた。
1933年9月、素朴な型押しレンガ造りの建物として完成した。間口は800フィート（240m）。ホールの前には、橙色の砂利道（「ザ・オレンジ」）が、ほぼ円形の草地を回り込んでパレード場へと続いている。1934年10月にプリンス・オブ・ウェールズ（エドワード8世）が正式に開学し、英国空軍士官訓練の重要施設となった。
1936年、空士は軍団から航空団に格下げされ、士官学校の司令官はクランウェル空軍基地司令官という肩書きを持つことはなくなった。
第二次世界大戦の勃発直前、空軍省は士官候補生訓練施設としてのカレッジを閉鎖した。大量の航空機乗務員を訓練する必要があったため、RAFカレッジ飛行訓練学校（RAF College Flying Training School）と改称され、元の機能に戻るのは1947年になってからである。また、従来の飛行士候補生に加え、装備・秘書課の候補生がカレッジに入学したのも1947年であった。

### 戦後
戦後の復興期は、変化と不安の時代であった。パイロットは1年に2、3回50人程度が、それに10人から20人程度の航法士や非飛行士が加わった。パイロットの脱落率が50％に近づいたため、空軍は専門家レベル（パイロットウィング基準）の飛行訓練を（より短い）士官訓練コースと分離すべきかどうかを議論した。空士の士官候補生は、1950年には飛行訓練と工学の大学レベルのコースの両方を受けながら、自分たちの部屋と制服を完璧に掃除しなければならないなど、飛行士としての装備と待遇を受けることになった。1960年まで、士官候補生は将校として生活し、バットマンに仕えさせられた。同じ頃、1957年の国防白書では、少なくとも英国の本土防衛のために、RAFが人間のパイロットに代わって誘導ミサイルを使用することが示唆されていた。これらの変遷は、E・B・ハスラムの説話や、1951年から1953年まで同校に在籍したニュージーランド人士官候補生の手記に記録されている。
1952年、カレッジ・メモリアル・チャペルがカレッジ・ホールに設立された。その10年後には、カレッジ・ホールの南東に位置する、当時の新設されたSt Michael and All Angels教会に移設された。
空士は、英国空軍の全正規将校志願者の入口となった。当初は2年制だったが、1950年代には3年間に延長された。飛行訓練は練習機パーシヴァル プロヴォストで行われた。1959年9月の81期生の入校時、士官学校は学生に学位取得のオプションを与え、BAC ジェット・プロヴォストの操縦を許可した。
1962年、若い将校として空士に通い、その後ターボジェットエンジンを発明したフランク・ホイットル卿によって、拡大されたシラバスに対応するために現在では「ウィトルホール」と呼ばれる新しい学舎が開館された。
1966年、ヘンロウ空軍基地の王立空軍テクニカル・カレッジ（Royal Air Force Technical College）が統合され、以後技術科士官の教育も行われている。

## 卒業生

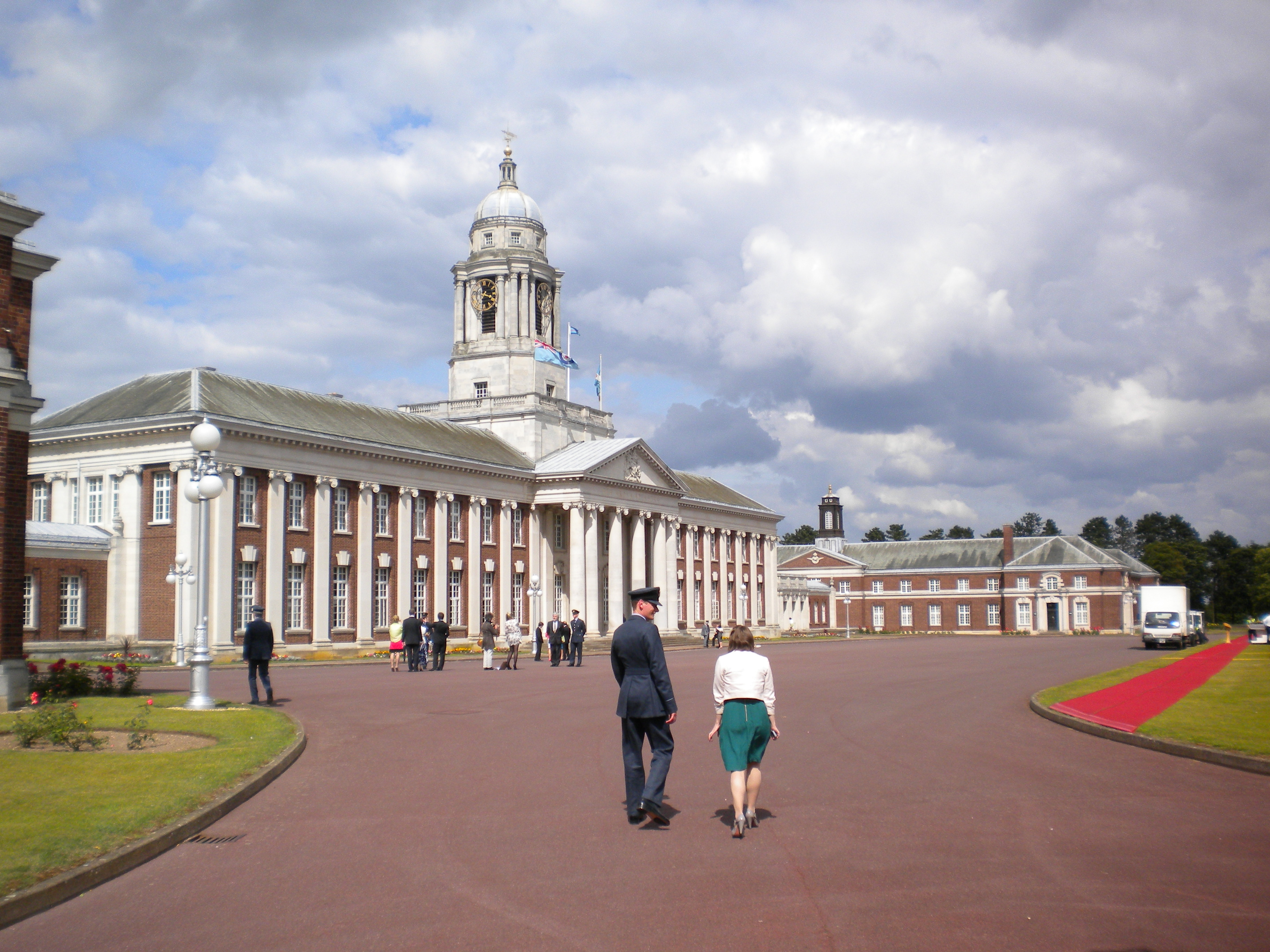
パレード後の卒業生とその家族

クランウェルは多くの有名な卒業生を輩出している。クランウェルの卒業生には、多くの高名な空軍士官がおり、その一覧を作成することは現実的ではない。そのため、以下では、他の意味で注目すべき出身者のみを選出している。

### 王族

#### イギリス
- チャールズ3世（パイロットとして訓練を受けたが、課程は修了していない）
- ウィリアム皇太子（士官候補生として訓練を受けたのはサンドハースト陸軍士官学校である）
- エドワード王子（「オオタカ作戦（operation Goshawk）」としてバークストンヒースで飛行訓練を受けた）

#### サウジアラビア
- バンダル・ビン・スルターン
- ムクリン・ビン・アブドゥルアズィーズ
- ファイサル・ビン・フセイン
- ムハンマド・ビン・サード

### 政治家
- マルコム・ダグラス・ハミルトン卿
- 準男爵ロルフ・ダドリー＝ウィリアムズ卿

### その他
- フランク・ホイットル卿（ジェット推進の父、遺灰はクランウェルに埋葬されている）
- パーシー・バーナード (第5代バンドン伯爵)（士官学校在学中に爵位を継承。カレッジホールのダイニングルームに肖像画が飾られている）
- アルジャン・シン元帥（インド空軍参謀総長）
- ローリー・アンダーウッド（ラグビー・ユニオン・フットボール選手）
- ダグラス・ベイダー卿（空軍エース。RAFCクランウェルのラグビーユニオンチームのキャプテンを務める）
- スブロート・ムカルジー（インド空軍参謀総長）
- ケネス・ブリッグス（クリケット選手）